# 永靖鄭成功紀念館
23°54′59″N 120°32′48″E / 23.916401°N 120.546744°E
永靖鄭成功紀念館，是位於臺灣彰化縣永靖鄉港西村的鄭成功廟，前身是因擴寬臺一線而被拆除的永奠宮，後來鄉公所以紀念館的名義重建。

## 前身
永靖鄉長邱榮昌與港西村前村長陳光煥表示，昔日永靖不寧靖，常發生火災，有人請來鄭成功香火供奉，後來塑造金身，於今日的中山路與永社路口建廟。廟宇設立在永靖街一端，以搭配另一端既有的土地公廟（23°55′25.9″N 120°32′44.0″E / 23.923861°N 120.545556°E），一南一北來鎮住火神。另一說法可能是清治時期為促進閩客之間的族群和諧，因此供奉兩方都景仰的鄭成功，藉共同信仰化解族群仇恨。廟名取為「永奠宮」，以農曆正月十六為祭祀。

## 重建
廟在1990年時因臺一線拓寬而拆除，神像暫奉於永靖永安宮，但徵收補償費一直無人領取，被提存法院，由鄉公所代領並負起重建責任。
新廟建在從前的湳港公墓。因以建廟的名義重建，無法獲得上級補助，鄉公所只好採蓋紀念館的變通方式，當時的鄉長邱榮昌還半夜向鄭成功神像擲筊請示。他還曾擬定將廟宇擴大建設為鄭成功紀念公園，設圖書館、老人會館、大型停車場、一般區和遊樂區，並設立廿四公尺高的塑像。
1998年，永靖鄭成功紀念公園完工。次年報導，鄉公所計畫在該公園旁闢出二百五十坪地，編列新台幣六百萬元重建鄭成功廟。後來鄉公所籌措兩百萬元，加上原有的一百萬元香油錢及孳息作建廟。從永靖發跡的龍邦建設、台灣人壽董事長朱炳昱，以個人名義捐出二百萬元協助鄉公所。2003年廟宇完工，原定於3月舉行入火安座儀式。因一直找不到黃道吉日，所以次年4月17日才入火安座。當日鄉公所為祈求平安，特別舉行跳鍾魁儀式，以祛邪祈福。
廟身坐東朝西，平面採三間式設計，正殿置於中間，兩側作為鄭成功傳記、傳說及文物展示室，主入口設於西側。為了考量信眾的信仰，館前還放置天公爐及金爐等。由鄉公所委託頂新集團維護。神像為樟木所製，曾遭蜜蜂在底部築巢。